# Passiflora picturata
Passiflora picturata là một loài thực vật có hoa trong họ Lạc tiên. Loài này được Ker Gawl. mô tả khoa học đầu tiên năm 1822.